# 冈野浩介
岡野浩介（日语：岡野 浩介，1969年10月14日—），日本男性配音員、旁白。出身於東京都。A型血。

## 簡介
本名東野 欣一（とうの きんいち）。目前是株式會社SSP所屬，原屬Production baobab、Still Wood Garden（2015年7月1日～2018年10月）。
為人熟悉的代表配音作品有動畫《怪盜Saint Tail》的飛鳥大貴〈飛鳥Jr.〉、《去吧！稻中桌球社》主角前野、《黃金勇者合體》的須賀沼大、《忍者亂太郎》的山田利吉、《烈火之炎》主角花菱烈火、《頭文字D》系列的中村賢太、《麻辣教師GTO》的吉川昇、《聖石小子》的赫比·西爾維特&中島、《變形金剛：微型傳說》的羅德、《怪盜麗婭》的楚太郎&刑事；遊戲（含改編動畫）《緋色的碎片》系列的鴉取真弘&《咎狗之血》的阿魯彼得羅、《夢幻奇緣2》的普魯特·阿爾塔斯·亞羅蘭迪亞等。

### 來歷、人物
岡野從小就渴望當投入配音業界，高中畢業之後曾經在書店上班。上班期間偶然看到東京廣播學院的廣告之後，翌月立即向書店提出辭呈，然後進入專科學校學習。
專科學校學習期間，他幫海外電影進行日語配音同時也實現了自己的心願，並在友人聽聞之下，拜增岡弘為師。
2000年5月鹽澤兼人意外驟逝之後，因自身的聲音與鹽澤酷似，因此於PlayStation用遊戲軟體〈SIMPLE角色2000系列〉中再度登場的《高校！奇面組》角色物星大則由岡野接替。

### 逸事
岡野稱高中時期就是瑞凡·費尼克斯的影迷，原因在聽了瑞凡的聲音之後，才會把配音員當作目標。可是在進入配音訓練學校之後，得知瑞凡因服用藥物過量而身亡的訃聞，說自己當時沒有那麼震驚，原因是他一直想著「我們來當演員吧」。
高中時期經常進行學生會的活動，除了會長以外其他職位都做了，原因只是單純地為了引人注目。
以前很喜歡戴戒指。
理想的女性的類型是比自己矮，在一起不會累的人。

## 演出
粗體字表示主要角色。

### 電視動畫
年份不詳
- 蠟筆小新（染谷、業務員、夫、銀閣 等）

1994年
- 幸運超人（速度超人／跑得快1號）
- 飛天少女豬（男學生）

1995年
- 去吧！稻中桌球社（前野、前野、烏蘇、淋史·加里、強加·麗塔、巨人前野）
- 黃金勇者合體（須賀沼大）
- 怪盜Saint Tail（飛鳥大貴〈飛鳥Jr.[注 1]〉[6]）
- 神秘的世界
- 櫻桃小丸子 (第2期)（總長）
- 哆啦A夢 (大山羨代版)（長男、靑少年）
- 忍者亂太郎（1995年—，山田利吉〈第3代〉、花白號、淋浴屋店主）
- 咕嚕咕嚕魔法陣 (1994年版)（朗格）
- 羅密歐的藍天（奧古斯特）

1996年
- 妖精狩獵者（彈、村莊男子）
- 酷妹當家（正牌天使[7]）
- 機動戰艦（{阿卡拉王子、機械師）
- 逮捕令（勝井祐二）
- 忍者亂太郎（少主）
- VS騎士檸檬汽水&40炎（卡庫·連波）
- 熱鬥小馬（阿拉格）
- 宇宙小毛球（弟子）
- YAT安心！宇宙旅行（日语：YAT安心!宇宙旅行）（瑞奇、薩格爾）

1997年
- 忍者亂太郎（毒竹城忍者）
- 橫行太保（小孩3）
- 幸運騎士L（日语：フォーチュン・クエストL）（比利）
- 靈異獵人（敏）
- 神奇寶貝（菲利普）
- 馬赫GoGoGo (重製版)（店員、克勞斯）
- 勇者王（牛山三男 等）
- 烈火之炎（花菱烈火[8]）

1998年
- EAT-MAN'98（日语：EAT-MAN）（雅各布）
- 吸血姬美夕（站員）
- 機器人播音員 MAICO2010（日语：MAICO2010）（齋藤）
- 頭文字D（中村賢太）
- 天才小魚郎RV（九鬼Jr[9]）
- 性感指令外傳 好厲害啊!! 勝先生（日语：セクシーコマンドー外伝 すごいよ!!マサルさん）
- 神奇寶貝（敦史）
- YAT安心！宇宙旅行 (第2期)（薩格爾）

1999年
- 伊索世界（フォッキ、馬吉、青蛙E）
- 頭文字D Second Stage（中村賢太）
- 金田一少年之事件簿（魚住響四郎）
- 霹靂酷樂貓（羅密歐[10]、布拉奇、警官、店員）
- 麻辣教師GTO（O班不良學生B、吉川昇[11]、沖之島一路[12]、男子）
- 六翼天使之聲（日语：セラフィムコール）（青年）
- 索斯機械獸（凱利）
- 微星小超人（日语：ミクロマン・マグネパワーズ#TVアニメ）（雷射大師）
- 名偵探柯南（俊也的哥哥）

2000年
- 蠟筆小新（宅配員）
- 週刊故事樂園（日语：週刊ストーリーランド）（宅配員）
- 時空母艦2000 怪盗閃亮超人（日语：タイムボカン2000 怪盗きらめきマン）（／號[13]）
- 法布爾先生是名偵探（日语：ファーブル先生は名探偵）（艾倫）
- 神奇寶貝（時夫）

2001年
- 學園戰記無量（日语：学園戦記ムリョウ）（妙見彼方）
- 仰天人間（日语：仰天人間バトシーラー）（奧羅奧／奧里奧）
- 激鬥戰車（小林艾迪）
- 人造人009 THE CYBORG SOLDIER（ヤス）
- 沙漠的海賊！隊長庫珀（日语：砂漠の海賊!キャプテンクッパ）（索爾特）
- 魔力女管家（梅夫利斯教授）
- 名偵探柯南（出島均）
- 聖石小子（赫比·西爾維特、蒼天四戰士達爾梅西亞、中島、影使里奧奈特、 等）

2002年
- 我們這一家（久保田 等）
- 十二國記（蒼猿、高里要、班渠）
- 東京喵喵（青山田真造）
- 爆鬥宣言大鋼彈（オンダノブナガ）
- 魔力女管家 ～更美麗的事物～（梅夫利斯教授）
- 名偵探柯南（加藤巡査部長）
- 洛克人EXE（速見大介）

2003年
- 偵探學園Q（一之瀨智彥）
- 變形金剛：微型傳說（羅德）
- 鋼之鍊金術師（羅素·托林加姆）
- 冒險遊記Pluster World（瓦洛傑[14]）
- 呢間學校有古怪（烏索普、文生特）
- 圓盤皇女 十二月的小夜曲（深見）

2004年
- 頭文字D Fourth Stage（中村賢太）
- 戀風（小田切圭）
- 武士槍俠（日语：サムライガン）（政）
- 老師的時間（渡部匠）
- 火影忍者（センタ）
- 爆裂天使（監視人A）
- 愛情泡泡糖（武笠春希）
- 神奇寶貝超世代（隆也）
- 名偵探柯南（搬運屋、猿渡健吾）
- 魔法咪路咪路Wonderful（伊卡斯）

2005年
- 神樣中學生（八島大人）
- 名偵探柯南（吾妻與一）

2006年
- 幸運女神 各自的羽翼（實況）
- 花漾明星KIRARIN（怪盗X）
- 絲綢之路少年（日语：シルクロード少年 ユート）（查理）
- BLEACH（霍克、死神）
- 怪傑佐羅利（ゴックン）
- 吉永家的石像怪（凱魯普）
- 狗狗向前衝（秋庭圭）

2007年
- Ghost Hunt（安原修）
- Zero決鬥大師（迪森）
- ZOMBIE-LOAN（蝶）
- PRISM ARK（奇札羅夫·馮·羅森伯格、阿拉·古拉迪烏斯）

2008年
- 家庭教師HITMAN REBORN！（踢館者）
- 死後文（日比谷毅彥）
- 麵包超人（鳳梨人）
- 決鬥大師Zero（迪森）
- 俗·絕望先生（副官）

2009年
- 奇蹟少女KOBATO.（青年）
- 忍者亂太郎（4年級生）

2010年
- 怪盜麗婭（楚太郎、刑事）
- 超級機器人大戰OG -The Inspector-（李林君）
- 咎狗之血（阿魯彼得羅）
- 火影忍者疾風傳（ツカド）
- 忍者亂太郎（農夫（山田利吉的變裝）、船員）
- 變身公主（托馬澤·里澤特）

2011年
- 寶石寵物 Sunshine（阿庫亞）
- 笨蛋，測驗，召喚獸（常村勇作）
- 名偵探柯南（篠原真雄）

2012年
- 頭文字D FIfth stage（中村賢太）
- 心連·情結（稻葉姬子的哥哥）
- 寶石寵物 Kira☆Deco！（阿庫亞）
- 緋色的碎片（鴉取真弘[15]）
- 忍者亂太郎（客人、敵方忍者）
- 魔奇少年（布德爾）

2013年
- 寶石寵物 Happiness（阿庫亞）

2014年
- 頭文字D Final stage（中村賢太）
- 忍者亂太郎（敵方忍者）
- WASIMO（日语：WASIMO）（犬、假牙君）

2016年
- 蠟筆小新（家丹籠）
- 數碼暴龍宇宙 應用怪獸（2016～2017，攝影獸／望遠獸）
- 名偵探柯南（秋山信介）

2017年
- 數碼暴龍宇宙 應用怪獸（衛星獸）
- 哆啦A夢 (水田山葵版)（社員）

2018年
- BORUTO -火影新世代- NARUTO NEXT GENERATIONS-（齒輪）

2021年
- 只有我能進入的隱藏迷宮（沛佩羅）

### OVA
1994年
- BOUNTY DOG/獵殺月球（日语：BOUNTY DOG/月面のイブ）（客人A[16]、服務生[16]）

1995年
- 黃金小子（動畫師A）
- YAMATO2520（卡爾）

1996年
- VISIONARY（日语：ヴィジョナリイ）（狸夫）

1997年
- （播報員）
- 激鋼牙3 熱血大決戰!!（阿卡拉王子）

1998年
- 聖少女艦隊Virgin Fleet（日语：聖少女艦隊バージンフリート）（咲坂舞）
- A KITE（音不利）※18禁作品，「小山田慎吾」名義

1999年
- 最遊記（孫悟空）

2000年
- 銀河英雄傳說外傳 決鬥者（格爾特施密特）

2002年
- 頭文字D BATTLE STAGE（中村賢太）

2006年
- 圓盤皇女 時空與夢想的銀河之宴（深見）

2009年
- AIKa ZERO（日语：AIKa ZERO）（魯道夫·哈根）

2011年
- 笨蛋，測驗，召喚獸 ～祭～（常村勇作）

2013年
- FAIRY TAIL×聖石小子（中島）

### 電影動畫
1996年
- 劇場版 忍者亂太郎（日语：映画 忍たま乱太郎）（山田利吉）

1997年
- （松城熊三郎）

1999年
- 生之喜悅（日语：ハッピーバースデー 命かがやく瞬間#アニメ映画）（藤原直人）

2000年
- 蠟筆小新：風起雲湧的叢林冒險（染谷）

2001年
- 頭文字D Third Stage（中村賢太）
- 蠟筆小新：風起雲湧 猛烈！大人帝國的反擊（酒屋）

2002年
- 阿弖流為（日语：アテルイ (アニメ映画)）（烏茲格）

2004年
- （小孩）

2011年
- 劇場版 忍者亂太郎：忍術學園 全員出動！之卷（山田利吉[17]）

### 網路動畫
2008年
- 企鵝美眉♥心（主持人）

### 遊戲
1996年
- 夢幻模擬戰3（日语：ラングリッサーIII）（皮耶魯）

1997年
- 古墓奇兵（滑雪小子）
- BULK SLASH（日语：バルクスラッシュ）（男孩子）

1998年
- 戀愛物語 特別篇 ～戀愛與魔法的學園生活～（日语：エーベルージュ）
- 擁抱季節（御宅的朋友）
- 新世代機器人戰記（日语：新世代ロボット戦記ブレイブサーガ）（須賀沼大）
- 超級洛克人大冒險（日语：スーパーアドベンチャーロックマン）（金屬人、陰影人）
- 聖龍戰記II（伊貝爾斯）
- U.P.P.（勇）

1999年
- 夢

2000年
- 世界一女 （只野一朗、正宗）
- 新世代機器人戰記2（日语：ブレイブサーガ2）（須賀沼大、麥格納、閃光）

2001年
- 逢魔時刻（辰岡勇太郎）
- 逢魔時刻2（辰岡勇太郎）
- 光明騎士2（日语：グローランサーII）（沃馬·布魯斯）
- Simple角色2000系列 Vol.5 高校！奇面組（日语：ハイスクール!奇面組） THE 氣墊球（物星大）

2002年
- THE 推理（日语：THE 推理） ～新的20之事件簿～（隅野）
- Phantom -PHANTOM OF INFERNO-（吾妻玲二）
- 聖石小子 ～未完的秘石～（中島、影使里奧奈特）

2003年
- 頭文字D Special Stage（日语：頭文字D Special Stage）（中村賢太）
- 光明騎士4（日语：グローランサーIV）（路美斯）
- 十二國記 -顯赫的王道 紅綠的羽化-（日语：十二国記 -赫々たる王道 紅緑の羽化-）（蒼猿）

2004年
- ANIMAX BATTLE 烈火之炎 ～Flame of Recca～ FINAL BURNING（花菱烈火）
- 愛情泡泡糖（武笠春希）
- 召浪漫茶房（五家寶麟）

2005年
- 編碼時代指導者 ～繼承者與被繼承者～（日语：コード・エイジ コマンダーズ）（哈威爾）
- 夢幻奇緣2☆☆☆（普魯特·阿爾塔斯·亞羅蘭迪亞）
- 夢幻遊戲 玄武開傳 外傳 鏡之巫女（修羅）
- 復活邪神 -Minstrel Song-（日语：ロマンシング サガ -ミンストレルソング-）（派堀克、蓋拉＝赫）

2006年
- 緋色的碎片（鴉取真弘）

2007年
- 艾爾梵迪亞傳奇（日语：エルヴァンディアストーリー）（近衛兵朗邦特）
- 緋色的碎片 ～在那天空下～（鴉取真弘）
- 翡翠之雫 绯色的碎片2（鴉取真弘）

2008年
- 蒼黑之楔 绯色的碎片3（鴉取真弘）
- 咎狗之血 True Blood（阿魯彼得羅）
- PRISM ARK -AWAKE-（奇札羅夫·馮·羅森伯格）

2009年
- 緋色的碎片 新玉依姬傳承（鴉取駿）

2010年
- 戰國大戰（日语：戦国大戦）（羽柴秀吉、真田幸隆、奧平定能、朝倉義景 等）
- 咎狗之血 True Blood Portable（阿魯彼得羅）
- B's-LOG 戀愛派對♪（鴉取真弘）

2011年
- 無盡傳奇（艾德）
- 緋色的碎片 愛藏版～茜色的追憶～（鴉取真弘）
- 緋色的碎片 新玉依姬傳承 -Piece of Future-（鴉取駿）

2012年
- 蒼黑之楔 绯色的碎片3 迎向明天（鴉取真弘[18]）
- 第2次超級機器人大戰OG（卡利·紐曼）

2015年
- 勇氣默示錄2 終結次元
- 電波人間RPGfree（慶介）

2016年
- 世界鎖鏈（羽柴秀吉）

### 廣播劇CD
- 惡靈狩獵 ～Ghost Hunt系列（涉谷一也）
  - 惡靈狩獵 Ghost Hunt CD1 渦里奇里大人的鬼火
  - 惡靈狩獵 Ghost Hunt CD2 烏拉特居住其處
  - 惡靈狩獵 Ghost Hunt CD3 惠比壽異神論
  - 惡靈狩獵 Ghost Hunt CD4 惡夢之屋
  - 惡靈狩獵 Ghost Hunt 被遺忘的孩子們 前篇、後篇（安原修）[注 2]
- 氣象精靈記（日语：気象精霊記）（氣象播報員〈上澤〉）
  - 氣象精靈記 (2) 正台風起方
  - 氣象精靈記 (3) 精方
- 歡迎來到CHiRAL CAFE（阿魯彼得羅）
- 廣播劇CD 艾尼克斯廣播劇CD精選 最遊記 1、2（孫悟空）
- 快打旋風ZERO2外傳II 櫻，最危險的文化祭（慎司）
- 聖鬥士星矢EPISODE.G（奧克亞諾斯）
- CD廣播劇 老師的時間（渡部匠）
- 忍者亂太郎 廣播劇CD 三之卷（山田利吉）
- 鋼之鍊金術師 廣播劇CD vol.1 砂礫之大地（羅素·托林加姆）
- 緋色的碎片系列（鴉取真弘）
  - 緋色的碎片 角色歌曲系列 vol.1「鬼崎拓磨&鴉取真弘」
  - Dramatic CD Collection 緋色的碎片 壹、貳
  - 緋色的碎片 廣播劇CD ～櫻花之螢～
  - 緋色的碎片 廣播劇CD「魔術師奉獻的手記」
  - Otomate CD BOOK 蒼黑之楔 绯色的碎片3 外傳
  - Dramatic CD Collection 蒼黑之楔 绯色的碎片片3
  - 千元讓你看懂動畫「緋色的碎片」廣播CD
  - 廣播CD 緋色的碎片 ～紅陵學院廣播室～ 真弘與珠紀，心跳猜謎
- 緋色的碎片 新玉依姬傳承 系列（鴉取駿）
  - 緋色的碎片 新玉依姬傳承 角色歌曲CD
  - 緋色的碎片 新玉依姬傳承 廣播劇CD 【諏訪企劃製作，守護者育成計劃】
- 火焰之纹章 黎明篇／紫嵐篇（日语：ファイアーエムブレム (佐野真砂輝&わたなべ京の漫画)#ドラマCD）（米蘭）
- 夢幻奇緣2系列（普魯特·阿爾塔斯·亞羅蘭迪亞）
- 電視動畫「PRISM ARK」原聲廣播劇 with 「PRISM KNIGHT PRINCESS（日语：プリズムナイト）」（嘉賓）
- PRISM ARK Rainbow～☆廣播劇CD 「校長的試煉場 PROVING GROUNDS OF THE "KOUCHOU SENSEI"」（奇札羅夫·馮·羅森伯格）
- PRISM ARK Rainbow～☆廣播劇CD2 「PRISM ARK學藝會特輯 新說？PRISM ARK！」（奇札羅夫·馮·羅森伯格）
- PRISM ARK Rainbow～☆廣播劇CD3 「超魔法合神PrizmaX ARK」（奇札羅夫·馮·羅森伯格）
- 平成時間飛船（日语：平成タイムボカン） （／）
- 魔性之子（日语：魔性の子）（岩木）
- HCD 愛上壞壞的死神（都築麻斗）
- 烈火之炎 原聲廣播劇2（花菱烈火）[注 3]
- 惡魔在身邊（戶葉一朗）
- 浪漫俱樂部（日语：浪漫倶楽部） 原聲劇場（矢野）
- 少年艾莉絲（學生2）
- CD廣播劇 速攻學生會（日语：速攻生徒会）2（旁白）
- 世界第一最討厭的（日语：世界でいちばん大嫌い）（水島通）

### 外語配音

#### 演員
尼古拉斯·布朗
- 對面惡女看過來（英语：10 Things I Hate About You (TV series)）（卡麥隆·詹姆斯）
- 回溯時光（英语：Minutemen (film)）（澤克·湯普森）
- 公主保衛戰（英语：Princess Protection Program）（艾德）

#### 電影
- 灰姑娘的玻璃手機（英语：A Cinderella Story）（卡特·法瑞爾〈丹·拜德〉）
- 赦免（英语：Absolution (2015 film)）（維多〈喬治·雷米斯〉）
- 異形2（威廉·戈曼中尉〈威廉·霍普（英语：William Hope）〉）※DVD Ultimate Edition版。
- 成名在望
- 霹靂炮2（英语：Beverly Hills Cop II） ※朝日電視台版。
- 魔法靈貓（英语：The Cat in the Hat (film)）
- 赤色風暴 ※日本電視台版。
- 烈日長紅（英语：Dark Blue World）
- 致命突擊隊（肖恩·費蘭〈保羅·羅南（英语：Paul Ronan）〉）※朝日電視台版。
- 老師不是人（凱西·康納〈伊萊賈·伍德〉）※DVD版。
- 狂熱迪士哥（英语：Forever Fever）（霍克〈彭耀順〉）
- 醉後大丈夫2（萊斯利·周〈鄭肯〉）
- 醉後大丈夫3（萊斯利·周〈鄭肯〉）
- 伴我走天涯2（曉明〈權海驍〉）
- 小鬼當家（羅德·麥卡利斯特〈耶底底亞·柯恩〉、聖誕老人）※朝日電視台版[注 4]。
- 小鬼當家2（羅德·麥卡利斯特〈耶底底亞·柯恩〉）※朝日電視台版。
- 親愛的，我把孩子放大了（英语：Honey, I Blew Up the Kid）（尼克·薩林斯基〈羅伯特·奧利弗里（英语：Robert Oliveri）〉）※日本電視台版。
- 恐怖蠟像館（戴頓·查普曼〈喬·阿布拉漢姆斯〉）
- 冰風暴
- 觸不到的戀人
- 靈異魔咒 ※東京電視台版。
- 蛙兄蛙弟闖通關（英语：Kermit's Swamp Years）（Goggles〈Joey Mazzarino〉）
- Lion Princess（Linus）
- Mikki Dream（Mikki Mouse）
- 銀線風暴（英语：Money Train） ※朝日電視台版。
- 碰碰猴（英语：Monkeybone）（赫伯〈大衛·弗利〉）
- 史密斯任務（Benjamin "The Tank" Danz〈亞當·布羅迪〉[19]）※日本電視台版。
- 致命的快感（Fee "The Kid" Herod〈李奧納多·狄卡皮歐〉）※朝日電視台版。
- 狂野時速（英语：Redline (2007 film)）
- Riddler's Moon（英语：Riddler's Moon）（Elias Riddler〈Daniel Newman〉）
- 哈啦上路（英语：Road Trip (film)）（Barry Manilow〈湯姆·格林〉）
- 冷血悍將（服務生）※富士電視台版。
- 心靈投手
- 落跑新娘（英语：Runaway Bride (film)）（丹尼斯）
- 史酷比 (2002年電影)（史酷比〈尼爾·范甯（英语：Neil Fanning）〉）
- 西藏七年（8歲時的第十四世達賴喇嘛〈索南·旺楚克（英语：Sonam Wangchuk (engineer)）〉）※DVD、BD版。
- 豪情四兄弟（少年時期的夏克〈約瑟夫·佩里諾（英语：Joseph Perrino）〉）※影碟版。

#### 電視影集
- 尋骨線索 (第6季)（Chip）
- 犯罪心理（Corey）
- 天龍八部（段譽〈林志穎〉）
- 歡樂滿屋（男孩子、Randy、Booby）
- 雞皮疙瘩（英语：Goosebumps (TV series)）（Corey）※NHK版。
- 偷天任務（Dennis Retzing）
- 天命：朝鮮版逃亡者故事（李正奐〈宋鍾鎬〉）
- 玩酷世代（塞斯·科恩〈亞當·布羅迪〉）
- 重返家鄉（英语：Providence (TV series)）（Robert "Robbie" Hansen〈Seth Peterson〉）
- 說不完的故事 (2001年電視影集)（英语：The Neverending Story (TV series)）（Connor〈Johnny Griffin〉）
- 聖誕節會下雪嗎（朴泰俊〈宋鍾鎬〉）

#### 動畫
- 原子貝蒂（Sparky）
- 真假公主芭比（Wolfie〈Ian James Corlett〉）
- 熊的傳說（Chipmunks〈Bumper Robinson〉）
- 膽小狗英雄（Nowhere Newsman主播）
- 唐老鴨俱樂部（Fear Darrig）
- 弗蘭妮的足跡（英语：Franny's Feet）（Hendy）
- 米奇與魔豆（Charlie McCarthy）※迪士尼頻道版。
- 小美人魚（Eric〈Christopher Daniel Barnes〉）
- 蜘蛛人 (1994年電視動畫)（Carnage）
  - 超級蜘蛛人（英语：Spider-Man Unlimited）（Carnage、Machine Man）
- 星際大戰系列
  - 樂高星際大戰：費明克銀河探險（英语：LEGO Star Wars: The Freemaker Adventures）（盧克·天行者）
  - 星際大戰：DROID的大冒險（日语：スター・ウォーズ ドロイドの大冒険）※DVD版。
- 傻大貓與崔弟的懸疑劇場（英语：The Sylvester & Tweety Mysteries）
- 變形金剛進化版（Headmaster、Hot Shot）
- 神偷卡門（廣播）

### LIVE出演
- otomate（日语：オトメイト）派對♪ in 米爾帕曲劇院（日语：メルパルク東京）（2008年5月24、25日）Live DVD[注 5]
- otomate派對♪ 2009

### 廣播

#### 廣播節目
- Salon de Otomate（日语：オトメイト#Webラジオ）
- Otomate Garden
- 廣播緋色的碎片 ～紅陵學院廣播室～
- 電台廣告 等多數

#### 廣播劇
- 老師的時間（渡部匠）
- 青春冒險（日语：青春アドベンチャー） 伊甸2185（／）
- （紅）

### 旁白
- CS放送 Animax 節目預告、各項告知的旁白（女生部分由田村由香里與矢作紗友里負責）
- HKT48單曲「喜歡！喜歡！小跳步！」DVD「博多觀光指南」（TYPE-B）、「成員全開搞笑集」（TYPE-C）

### 其它
- Animax版「POKKA（日语：ポッカサッポロフード&ビバレッジ）100檸檬」廣告『檸檬人（日语：レモンマン）』（檸檬爸爸）
- 舞台劇版 怪盜Saint Tail（飛鳥大貴〈飛鳥Jr.〉）
- （箱二郎、箱一郎、王子／國王、DOS）
- 變形金剛進化版 TA43 Ironhide Light & Sound（聲音出演）
- 藤田和日郎短篇漫畫 以同名同姓（オカノ·コースケ）的角色在短篇中登場。
- 漫畫DVD 熱拳本色（劍崎順）
- （以「講師」身份與應試者培訓）

## 腳註

## 外部連結
- （日語）－岡野浩介的官方個人網站。
- 株式會社SSP公式官網的聲優簡介 （页面存档备份，存于） （日語）
- 冈野浩介的X（前Twitter） （日語）
- （日語）－岡野浩介的官方個人部落格。